# Víktor Óbujov
Víktor Timoféyevich Óbujov (en ruso: Виктор Тимофеевич Обухов; Nikolskaya, Imperio ruso, 22 de marzojul./ 3 de abril de 1898greg. – Moscú, Unión Soviética, 26 de noviembre de 1975) fue un oficial militar soviético que combatió durante la Segunda Guerra Mundial en las filas del Ejército Rojo, donde alcanzó el grado militar de teniente general (1943).
Hijo de un cosaco de Oremburgo, Óbujov luchó en Guerra civil rusa y comandó una unidad de caballería durante la revuelta de los Basmachí hasta finales de la década de 1920. Ocupó puestos de personal a finales de la década de 1930, después de un corto período como asesor en China, y comandó una división de tanques en Bielorrusia cuando estalló la Operación Barbarroja. Su división sufrió grandes pérdidas, pero rompió el cerco con los remanentes de su división y alcanzó las líneas soviéticas. Pasó más de un año como inspector de caballería y a partir de mayo de 1943 estuvo al mando del 3.er Cuerpo Mecanizado de la Guardia, que dirigió durante el resto de la guerra. Fue galardonado con el título de Héroe de la Unión Soviética por su liderazgo y destacada actuación durante la Operación Bagration, continuó al mando del cuerpo después del final de la guerra. Luego, ocupó el mando de varios ejércitos y terminó su carrera como subjefe de las tropas blindadas soviéticas, retirándose a mediados de la década de 1960.

## Biografía

### Infancia y juventud
Víktor Óbujov nació el 3 de abril de 1898 en la stanitsa de Nikolskaya, en la gobernación de Oremburgo —entonces parte del Imperio ruso, actualmente ubicada en la óblast de Oremburgo en Rusia—. Hijo de un cosaco, en 1912 se graduó en la escuela primaria del pueblo y entre 1912 y 1914 estudió en la Escuela Agrícola de su localidad natal, luego trabajó en labores agrícolas durante algunos años.
En enero de 1918, durante la Guerra civil rusa, se unió a un destacamento de la Guardia Roja de Oremburgo. En mayo dejó el destacamento para unirse al 1.er Regimiento de Caballería Cosaca Trabajadora soviética de Oremburgo del Ejército Rojo, donde sirvió como un simple soldado raso, líder de pelotón y asistente del comandante de una sotnia. El regimiento luchó en batallas contra el ejército siberiano y los cosacos blancos de Aleksandr Dútov. De febrero a mayo de 1919 fue destacado para realizar el curso Político-Militar del 1.er Ejército en Oremburgo y Syzran, luego se convirtió en instructor en el departamento político del 1.er Ejército y comisario militar adjunto del Grupo de Fuerzas del Sur del Frente de los Urales.
Desde julio de 1919 estudió en el Primer Curso de Caballería Soviético de Moscú, luego permaneció como comandante del curso y asistente del comandante de escuadrón. A finales de 1919, se encargó de realizar el trabajo del partido en el 1.er Congreso Panruso de Cosacos Trabajadores. Allí fue elegido miembro del Comité Ejecutivo Central de la sección cosaca. En marzo de 2020, fue nombrado comandante del tren de propaganda «Krasny Kazak» (cosaco rojo) en el Frente Sur y en septiembre fue enviado al mando del 1.er Regimiento de Caballería del Turquestán en el Frente de Turquestán. En las filas de este último regimiento luchó contra el Emirato de Bujará y la revuelta de los Basmachí. Posteriormente, en marzo de 1922,  pasó a servir como comandante de escuadrón interino en el 13.º Regimiento de Caballería.

### Periodo de entreguerras
En octubre de 1922, tras el final de la guerra, fue hospitalizado en Petrogrado durante un breve periodo de tiempo, después de recibir el alta estudió en la Escuela Superior de Caballería del Ejército Rojo en esa misma ciudad. Tras completar sus estudio, en septiembre de 1924, fue enviado nuevamente al Frente de Turquestán, donde comandó el 1.er Regimiento de Caballería de la 1.ª Brigada Independiente de Caballería. Luego, enero de 1925, se desempeñó como comandante y comisario político del 79.º Regimiento de Caballería de la 7.ª Brigada Independiente de Caballería del Distrito Militar de Asia Central y en diciembre de 1926 asumió el puesto de comandante y comisario político del Regimiento de Caballería de Uzbekistán en Samarcanda. Durante este período luchó contra los rebeldes Basmachí en el este de Bujará desde octubre de 1924 hasta diciembre de 1926 y en Jiva desde 1927 hasta noviembre de 1928. Por su valor durante los combates recibió la Orden de la Bandera Roja del Trabajo de la República Socialista Soviética de Uzbekistán el 22 de febrero de 1928.
En noviembre de 1928, fue enviado a estudiar en el Curso de Perfeccionamiento para Oficiales de Caballería (KUKS) en Novocherkask. Después de graduarse en julio de 1929, Obujov se convirtió en comandante y comisario político del 8.º Regimiento de Caballería de la 2.ª División de Caballería en el Distrito Militar de Ucrania. Estudió en la Academia Militar Frunze desde abril de 1931, donde se graduó en abril de 1934, tras lo cual fue puesto a disposición de la Dirección de Inteligencia del Ejército Rojo. Ascendido a coronel el 16 de diciembre de 1935, sirvió en China como asesor militar del comandante de la Región Militar de Xinjiang del Ejército Nacional Revolucionario entre 1935 y 1937. En septiembre de 1937, después de regresar a la Unión Soviética, sirvió en la Inspección de Caballería del Ejército Rojo como asistente y luego como inspector asistente superior.
En mayo de 1939 ocupó el puesto de oficial de Estado Mayor en el Departamento Operativo del Primer Grupo de Ejércitos y, desde julio, el de inspector de la caballería del grupo del Frente del Lejano Oriente. En este último puesto participó en la Batalla de Jaljin Gol. Ascendido a kombrig el 4 de noviembre de 1939 y luego se convirtió en jefe de la Escuela de Caballería Borisov en diciembre de 1939, que más tarde se transformó en una escuela de tanques. Cuando el Ejército Rojo reintrodujo los rangos militares de general, fue nombrado mayor general el 4 de junio de 1940. El 11 de marzo de 1941 fue nombrado comandante de la 26.ª División de Tanques  del 20.º Cuerpo Mecanizado del Distrito Militar Especial Occidental.

### Segunda Guerra Mundial
El 22 de junio de 1941, cuando comenzó la invasión alemana de la Unión Soviética, la división y el cuerpo en el que estaba integrada avanzaron hacia la zona de Vawkavysk y Białystok. Al llegar a la zona de Mir-Gorodishche y Gorodeya, la división recibió órdenes de ocupar una línea defensiva a lo largo de la frontera estatal de 1939 en la zona de Negoreloe, Stolbtsy, Gorodeya y Nesvizh, donde tomó el control de varias unidades dispares que se encontraban en retirada. Durante cuatro días, la división libró feroces batallas defensivas con las unidades alemanas que avanzaban en esta línea, cubriendo la dirección de Minsk. Posteriormente, la división se vio obligada a retirarse a Minsk y más allá del río Berézina, donde estableció una nueva línea defensiva. A partir del 28 de junio, las unidades de la división lucharon durante varios días en un cerco al oeste de Minsk, en el bosque de Naliboki. Al llevar a cabo una retirada de combate sobre el Dniéper hacia Maguilov, las unidades de la división inmovilizaron grandes fuerzas alemanas y fueron rodeadas dos veces. Cerca de Krýchov y Propoysk en el río Sozh, la división agotó todas sus reservas de combustible y municiones en intensos combates, después de lo cual Obujov decidió destruir el equipo pesado y los vehículos que aún conservaba la división y dirigirse hacia el este. Finalmente, alcanzó las líneas soviéticas en septiembre, con un pequeño grupo de apenas 1000 soldados y oficiales en el área de Briansk en el sector del 50.º Ejército.
Tras su fuga de detrás de las líneas alemanas, Obujov fue nombrado subinspector general de la caballería del Ejército Rojo el 11 de septiembre. En este cargo viajó a varios frentes y, a finales de 1942, estuvo en el Frente Transcaucásico con el Grupo de Fuerzas del Mar Negro. Luego, el 2 de marzo de 1943, después de casi un año apartado de los frentes de combate, fue nombrado subcomandante del 4.º Ejército de Tanques de la Guardia, que en ese momento se estaba formado el Distrito Militar de Moscú (en el óblast de Kaluga), en mayo de 1943 fue asignado al mando del 3.er Cuerpo Mecanizado de la Guardia; que lo lideraría durante el resto de la guerra. El cuerpo se unió al 47.º Ejército y luchó en la batalla de Kursk y en la ofensiva Belgorod-Járkov, en el curso de la cual recuperó las localidades ucranianas de Jorol y Zolotonosha y cruzó los ríos Psel, Jorol y Dniéper. Durante la ofensiva, el 19 de agosto,  resultó gravemente herido en un ataque aéreo cerca de Sumy por lo que fue reemplazado temporalmente al mando del cuerpo por su jefe de Estado Mayor.
Desde junio de 1944 el cuerpo formó parte del Grupo Mecanizado de Caballería o KMG del general Nikolái Oslikovski (el KMG Oslikovski estaba formado por el 1.er Cuerpo de Caballería de la Guardia y el 1.er Cuerpo Mecanizado de la Guardia) que a su vez formaba parte del Tercer Frente Bielorruso, con el que luchó en la Ofensiva de Vítebsk-Orsha, (parte de la Operación Bagratión) en el curso de dicha operación las tropas bajo su mando cruzaron el río Berézina, ayudaron a establecer y mantener una cabeza de puente en la orilla occidental del río y recuperaron las localidades de Senno y Lépiel. Por su liderazgo Óbujov recibió el título de Héroe de la Unión Soviética y la Orden de Lenin el 4 de julio de 1944. A partir de julio, el cuerpo formó parte sucesivamente de los ejércitos: 43.º, 4.º de Choque, 51.º, 61.º, 6.º de la Guardia y 22.º Ejército de los Primer y Segundo Frentes Bálticos, luchando en la última etapa de la Operación Bagratión y la Ofensiva del Báltico, en la que Óbujov volvió a resultar gravemente herido cerca de Joniškis. Durante este período capturó las localidades de Vileika, Smorgón, Molodechno, Vilnius, Šiauliai, Jelgava y otras, además de participar en la eliminación de la Bolsa de Curlandia donde estaban cercados los restos del Grupo de Ejércitos Norte alemán.
En junio de 1945, el cuerpo fue retirado a la Reserva del Alto Mando Supremo y enviado al Lejano Oriente soviético donde combatió en la invasión soviética de Manchuria.

### Posguerra
Después del final de la guerra, hasta mayo de 1946, continuó al mando del cuerpo, que se reorganizó como la 3.ª División Mecanizada de la Guardia en noviembre de 1945, entre mayo de 1946 y marzo de 1947, se desempeñó como subcomandante del 10.º Ejército Mecanizado (integrado en el Grupo de Fuerzas del Sur en Bulgaria). Entre marzo y agosto de 1947 fue asistente del comandante en jefe de las Fuerzas Terrestres para las fuerzas blindadas y mecanizadas del Ejército Soviético.
Desde agosto de 1947, estuvo al mando de la 4.ª División Independiente de Tanques de la Guardia del Grupo de Fuerzas Soviéticas en Alemania, que se amplió hasta convertirse en el 4.º Ejército Mecanizado de la Guardia en marzo de 1950. En diciembre de 1952 se graduó en las Cursos Académicos Superiores de la Academia Militar de Estado Mayor de las Fuerzas Armadas de la URSS, al graduarse fue nombrado subcomandante del Distrito Militar de los Cárpatos (estacionado en Leópolis). Puesto en el que permaneció hasta octubre de 1953 cuando fue asignado al mando del 3.er Ejército Mecanizado de la Guardia, que fue designado 18.º Ejército de la Guardia en abril de 1957.
En abril de 1958 fue nombrado subjefe de las Fuerzas Blindadas del Ejército Soviético, cargo que asumió como subjefe de las tropas de tanques en enero de 1961. Se retiró del servicio activo en septiembre de 1965 y estableció su residencia en Moscú. Escribió un volumen de memorias sobre sus experiencias durante la Guerra civil rusa, tituladas Ради общего счастья (Por el bien de la felicidad común) publicadas por la asociación paramilitar «Sociedad Voluntaria de Ayuda al Ejército, Fuerza Aérea y Marina» (DOSAAF) en 1972.

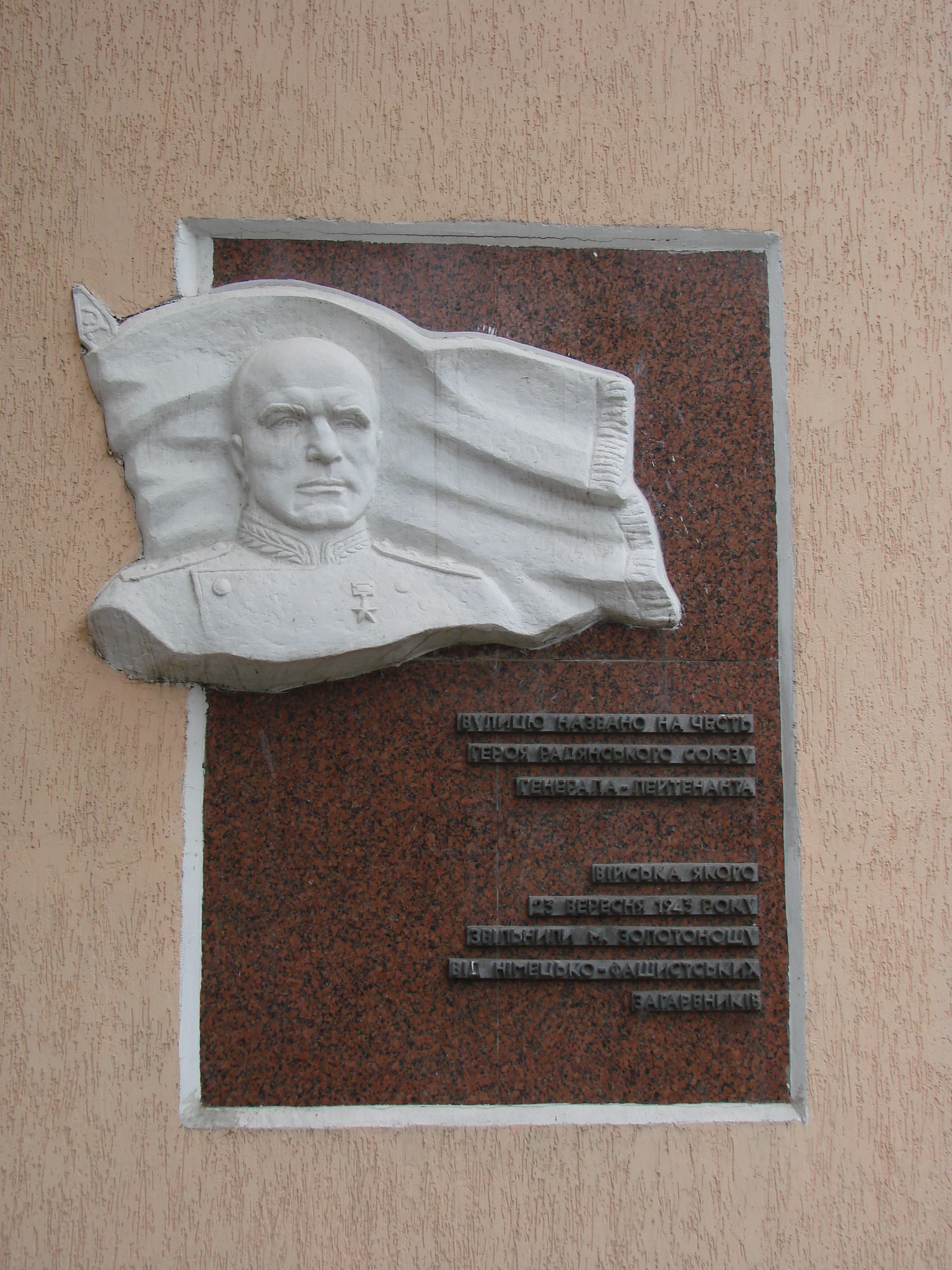
Bajorrelieve de Óbujov en una placa conmemorativa en la ciudad ucraniana de Zolotonosha

Murió el 26 de noviembre de 1975 en Moscú y fue enterrado en el Cementerio Novodévichi de la capital moscovita.

## Promociones
- Kombrig (11 de abril de 1939)
- Mayor general de blindados (4 de junio de 1940)
- Teniente general de blindados (11 de mayo de 1943)
- Coronel general de blindados (8 de agosto de 1955)[9]

## Condecoraciones
A lo largo de su carrera militar Víktor Óbujov recibió las siguientes condecoraciones
|  | Héroe de la Unión Soviética (n.º 3956, 4 de julio de 1944)                                                                        |
|  | Orden de Lenin, tres veces (25 de octubre de 1943, 4 de julio de 1944 y 21 de febrero de 1945)                                    |
|  | Orden de la Bandera Roja, cuatro veces (29 de abril de 1943, 3 de noviembre de 1944, 24 de junio de 1948 y 28 de octubre de 1967) |
|  | Orden de Suvórov de 1.er grado (23 de agosto de 1944)                                                                             |
|  | Orden de la Estrella Roja (1 de octubre de 1963)                                                                                  |
|  | Orden de la Bandera Roja del Trabajo de la RSS de Uzbekistán (22 de febrero de 1928).                                             |
|  | Medalla por el Servicio de Combate (17 de noviembre de 1939);                                                                     |
|  | Medalla del 20.º Aniversario del Ejército Rojo de Obreros y Campesinos                                                            |
|  | Medalla por la Defensa de Moscú                                                                                                   |
|  | Medalla Conmemorativa del 20.º Aniversario de la Victoria en la Gran Guerra Patria de 1941-1945                                   |
|  | Medalla Conmemorativa del 30.º Aniversario de la Victoria en la Gran Guerra Patria de 1941-1945                                   |
|  | Medalla por la Victoria sobre Japón                                                                                               |
|  | Medalla de Veterano de las Fuerzas Armadas de la URSS                                                                             |
|  | Medalla del 30.º Aniversario de las Fuerzas Armadas de la URSS                                                                    |
|  | Medalla del 40.º Aniversario de las Fuerzas Armadas de la URSS                                                                    |
|  | Medalla del 50.º Aniversario de las Fuerzas Armadas de la URSS                                                                    |

Además fue ciudadano de honor de las ciudades de Vilna (Lituania), Ajtúbinsk (Kazajistán), Zolotonosha (óblast de Cherkasy, Ucrania), Smorgón (óblast de Grodno, Bielorrusia) y Tukums (Letonia).